# Herzog von Atri
Herzog von Atri (italienisch Duca d’Atri) ist – bezogen auf Atri in der Provinz Teramo in den Abruzzen – ein neapolitanischer Adelstitel, der im Jahr 1393 von König Ladislaus von Neapel an Antonio Acquaviva vergeben wurde. Dessen Nachkommen starben 1972 mit der 25. Herzogin von Atri in direkter Stammlinie aus, der Titel ging auf ihren Sohn aus der Familie Tomacelli über.

## Herzöge von Atri

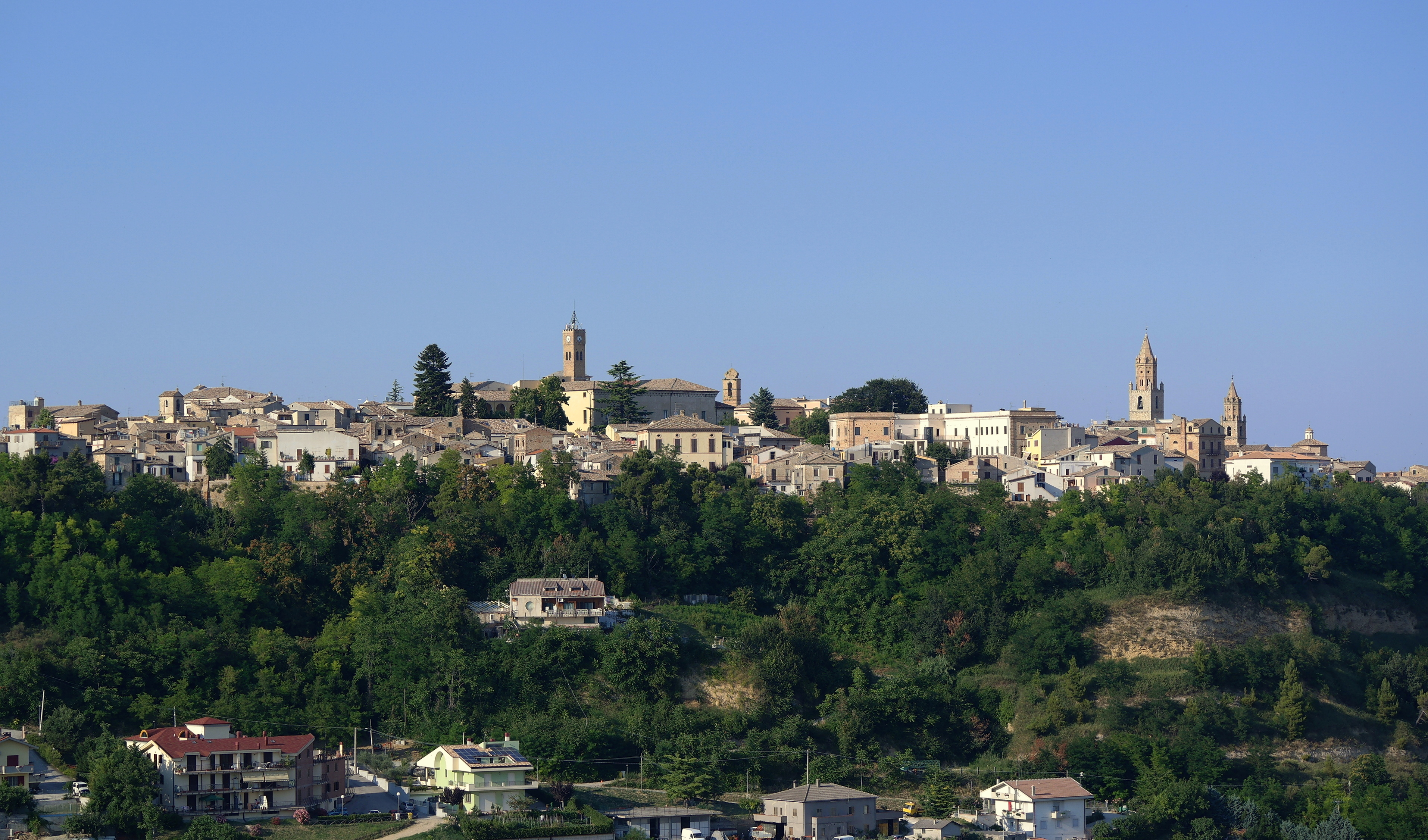
Atri

- Antonio Acquaviva († 1395), 1. Duca d’Atri ; ⚭ Ceccarella Cantelmo, Tochter von Restaino Cantelmo, Signore di Popoli
- Andrea Matteo I. Acquaviva († 1407), dessen Sohn, 2. Duca d’Atri ; ⚭ Caterina Tomacelli, Tochter von Giovannello Tomacelli, Marchese di Ancona
- Antonio Acquavica, dessen Sohn, 3. Duca d’Atri ⚭ Maria Orsini del Balzo, Tochter von Raimondo Orsini del Balzo
- Pierbonfacio Acquaviva († 1418), dessen Bruder, 4. Duca d’Atri; ⚭ Caterina Riccardi
- Andrea Matteo II. Acquaviva († 1443), dessen Sohn, 5 Duca d’Atri; ⚭ Isotta Sforza, Tochter von Francesco I. Sforza, Duca di Milano
- Giosia Acquaviva († 1462), Sohn von Andrea Matteo I., 6. Duca d’Atri; ⚭ I Constanza Riccardi; ⚭ II N. Caldora; ⚭ III Antonella Migliorati di Fermo
- Giulio Antonio Acquaviva d’Aragona (um 1430–1481), dessen Sohn, 7. Duca d’Atri; ⚭ I Jacopuccia Camponeschi dell’Aquila, Tochter von Ludovico Camponeschi dell’Aquila, conte di Montorio; ⚭ II Caterina Orsini del Balzo, Contessa di Conversano, Tochter von Giovanni Antonio Orsini del Balzo, Principe di Taranto
- Andrea Matteo III. Acquaviva (1458–1529), dessen Sohn, 8. Duca d’Atri, Conte di Conversano ; ⚭ I Isabella Todeschini Piccolomini, Tochter von Antonio Todeschini Piccolomini, 1. Duca d’Amalfi; ⚭ II Caterina della Ratta, 8. Contessa di Caserta, Alessano e Sant’Agata, Tochter von Giovanni della Ratta, 7. Conte di Caserta
- Giannantonio Acquaviva d’Aragona (um 1490–1554), dessen Sohn, 9. Duca d’Atri; ⚭ Isabella Spinelli, Tochter von Giambattista Spinelli, Conte di Cariati
- Giangirolamo I. Acquaviva d’Aragona (1521–1592), dessen Sohn, 10. Duca d’Atri ; ⚭ Margherita Pio, Tochter von Alberto Pio, Conte di Carpi
- Alberto Acquaviva d’Aragona (1545–1597), dessen Sohn, 11. Duca d’Atri; ⚭ Beatrice de Lannoy, Tochter von Horace de Lannoy, Principe di Sulmona
- Giosia Acquaviva d’Aragona (1574–1620), dessen Sohn, 12. Duca d’Atri ; ⚭ Margherita Ruffo di Scilla, Tochter von Fabrizio Ruffo, 1. Principe di Scilla
- Francesco Acquaviva d’Aragona (1605–1649), dessen Sohn, 13. Duca d’Atri ; ⚭ Anna Conclubet, Tochter von Francesco Conclubet, Marchese dell’Arena
- Giosia Acquaviva d’Aragona (1631–1679), dessen Sohn, 14. Duca d’Atri; ⚭ Francesca Caracciolo, Tochter von Giuseppe Caracciolo, 1. Principe di Torella

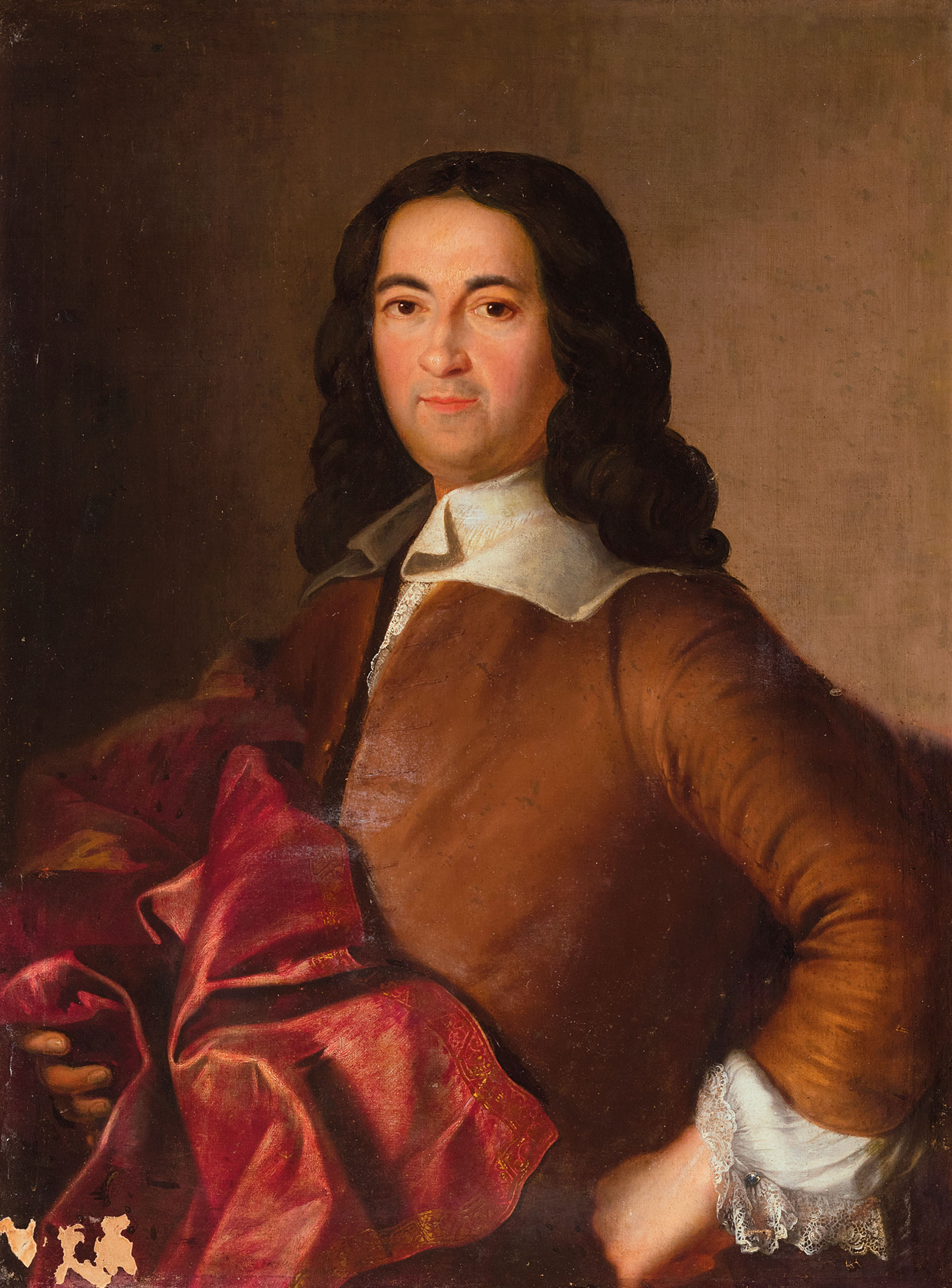
Giangirolamo II.

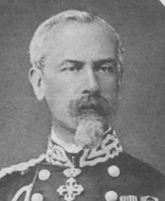
Luigi Acquaviva d’Aragona

- Giangirolamo II. Acquaviva d’Aragona (1663–1709), dessen Sohn, 15. Duca d’Atri; ⚭ I Lavinia Ludovisi di Fiano, Tochter von Niccolò Ludovisi, Principe di Piombino
- Giosia Acquaviva d’Aragona († 1710), dessen Sohn, 16. Duca d’Atri
- Domenico Acquaviva d’Aragona (1689–1745), dessen Bruder, 17. Duca d’Atri; ⚭ Eleonora Pio di Savoia, Tochter von Francesco Pio, 6. Marchese di Castelo Rodrigo
- Troiano Acquaviva d’Aragona (1694–1747), dessen Bruder, 18. Duca d’Atri;
- Rodolfo Acquaviva d’Aragona (1695–1755), dessen Bruder, 19. Duca d’Atri; ⚭ Laura Salviati, Tochter von Gian Vincenzo Salviati, 4. Duca di Giuliano
- Isabella Acquaviva d’Aragona (1703–1760), dessen Schwester, 20. Duchessa d’Atri; ⚭ Filippo Strozzi, 2. Principe di Forano, 3. Duca di Bagnolo

1760 fiel das Herzogtum Atri an das Königreich Neapel zurück. Der herzogliche Titel ging an die Linie der Herzöge von Nardò und Grafen von Conversano, die Nachkommen des Giangirolamo I. Acquaviva d’Aragona, 10. Duca d’Atri.
- Carlo Acquaviva d’Aragona (1733–1800), Sohn von Giulio Antonio 11. Duca di Nardò e 24. Conte di Conversano; 21. Duca d’Atri
- Giulio Antonio Acquaviva d’Aragona (1742–1801), Sohn von Giangirolamo 12. Duca di Nardò e 25. Conte di Conversano; 22. Duca d’Atri, 13. Duca di Nardò e 26. Conte di Conversano
- Giangirolamo Acquaviva d’Aragona (1786–1848), dessen Sohn, 23. Duca d’Atri; ⚭ Maria Giulia Colonna, Tochter von Andrea Colonna, Principe di Stigliano
- Luigi Acquaviva d’Aragona (1812–1898), dessen Sohn, 24. Duca d’Atri ; ⚭ Giulia Milazzi di Casalaspro
- Giulia Acquaviva d’Aragona (1887–1972), dessen Enkelin, 25. Duchessa d’Atri, 17. Duchessa de Nardò, Tochter von Francesco Acquaviva d’Aragona, 16. Duca di Nardò
- Fabio Tomacelli Filomarino Acquaviva d’Aragona (1920–2003), deren Sohn, 26. Duca d’Atri, 11. Principe di Boiano